# 金仁謙 (文人)
金 仁謙（キム・インギョム、朝鮮語: 김 인겸、1707年 - 1772年）は、李氏朝鮮時代の朝鮮の文人。 字は士安（사안）、号は退石（퇴석）で、本貫は安東であった。
14歳で父と死別し、貧困に落ちるが、学び続け、1753年に47歳でようやく科挙に合格して、進士となった。
英祖の在位中であった1763年8月に、進士として、使臣である趙曮（조엄）に従って日本に赴き、後のその紀行を律文詩（율문시）として、歌辞の形式をとり、ハングルで綴った『日東壮遊歌』を著した。この紀行歌詞は、朝鮮文学史において非常に重要な位置を占めている。また、同じく日本への派遣の記録である『東槎錄』は、漢文で綴られた。
1763年から1764年に日本に送られた第11次朝鮮通信使に際し、金仁謙は、3名の書記のひとりとして一行に加わった。この「書記」とは、日本滞在中に詩文をもって通信使のもとへやってくる日本人に詩で対応する職務であり、日記の記述にも日本人が連日大量の漢詩をもって宿舎に押しかけ、金仁謙らがその応酬にてんてこまいする様が描かれているおり、大坂では「体調を崩し、宿所で臥しているとおびただしい倭人の詩が山のように積み上げられる。病を圧して和酬するが、体力が続かない」などと記していた。『日東壮遊歌』の記述からは金仁謙の儒学者としての高いプライドをうかがわせる記述もあり、唐人殺しの一件では日本側の対応に憤り、正使が「兵乱が起こったらまっさきに暴発するのはそなたであろう」と語るほどであり、江戸では「犬にも等しい倭人に拝礼するのが苦痛である」として、将軍への謁見を拒んでひとり宿舎に残った。また通信使たちは朝鮮半島の道中で、夜な夜な妓生を侍らすのが通例であったが、金仁謙は、釜山で詩の出来栄えへの褒美として上司が与えた美しい妓生に手をつけず、翌日になって「偏屈者は扱いが難しいな」と揶揄されていた。

## 家族
- 父：金昌復（김창복 - 通德郎（朝鮮語版）（正五品上）であった[1]。
- 母：張瑞周（장서주、仁東張氏）の娘